# Zinkphosphatzement
Zinkphosphatzement oder kurz Phosphatzement ist in der Zahnmedizin eines der am häufigsten gebrauchten Materialien. Der Zement wird aus einem Pulver (Zinkoxid und 10 % Magnesiumoxid) und einer Flüssigkeit (Orthophosphorsäure H3PO4) angerührt und ergibt nach Abbindung ein kristallines Zinkphosphat. In der Zahnmedizin dient der Zement zur Befestigung von Kronen (Befestigungszement), als Unterfüllung als thermischer und chemischer Isolator sowie als provisorische Füllung.
Außerhalb der Zahnheilkunde dient Phosphatzement zudem als Isolierstoffumhüllung und Fixierung von Drahtwiderständen.

## Zusammensetzung
Phosphatzement wird aus zwei Komponenten zusammengerührt: einem Zementpulver und einer Flüssigkeit.
- Das Zementpulver hat folgende Bestandteile
  - ≥ 80–90 % Zinkoxid (ZnO)
  - ≥ 10 % Magnesiumoxid (MgO)
  - ≥ 6 % Calciumfluorid (CaF2)
  - ≥ 4 % Siliciumdioxid (SiO2)
- Die Flüssigkeit besteht aus einer 45–64%igen Phosphorsäure (Orthophosphorsäure), ergänzt mit Aluminiumhydroxid- und Zinkpuffern zur Verminderung der Abbindegeschwindigkeit.

## Verarbeitung
Für die zahnmedizinische Verarbeitung wird das Zementpulver mit der Flüssigkeit auf einer kühlen und trockenen Unterfläche (normalerweise eine Glasplatte – auf der rauen Seite der Glasplatte) mit einem Spatel aus korrosionsbeständigem Stahl, Achat oder Keramik angemischt. Die Verarbeitungstemperatur soll bei Raumtemperatur liegen (18–20 °C).
Das Anmischverhältnis von Pulver zu Flüssigkeit ist abhängig vom Feinheitsgrad der Mahlung (Korngröße) des Pulvers, vom Wassergehalt der Säure und vom beabsichtigten Einsatz als Befestigungszement oder Unterfüllung. Das Pulver/Flüssigkeits-Verhältnis beeinflusst nicht nur die Konsistenz, sondern auch die mechanische Festigkeit, die Löslichkeit und die Filmdicke des Zementes. Vor dem Einbringen des Zements ist der Zahn trocken zu blasen.
Für den Einsatz als Befestigungszement wird eine sahnige Konsistenz gefordert, damit sich die Krone, die Brücke oder das Inlay vollständig auf den präparierten Zahn drücken lässt, ohne zu einer Bisserhöhung zu führen. Die Konsistenz lässt sich damit mit dem „Häkchentest“ prüfen, indem mit dem Spatel eine Spitze aus der Masse ausgezogen wird. Die korrekte Unterfüllungskonsistenz ist erreicht, wenn sich die entstandene Spitze zu einem Häkchen umlegt und nicht zurück in die Masse sinkt. Die Befestigungskonsistenz ist erreicht, wenn die ausgezogene Spitze langsam wieder in die Masse zurücksinkt. Üblicherweise wird der angerührte Zement in die zu zementierende Krone gegeben. Nach dem Einsetzen mit Zement beißt der Patient einige Minuten (4–6 Minuten) zu (auf eine Watterolle). In dieser Zeit bindet der Zement ab. Danach werden die Zementreste entfernt.
Als Unterfüllung sollte der Zement mit einer Konsistenz von Kitt verarbeitet werden, also mit mehr Pulver angerührt werden. Durch Stopfdruck lässt sich der Kitt in kleinste Hohlräume pressen, ohne Lufteinschlüsse zu enthalten.

## Eigenschaften
Zinkphosphatzement ist der klassische Zahnzement schlechthin (konventioneller Befestigungszement). In den letzten Jahren kamen neuere Klebezemente auf anderer chemischer Basis hinzu (z. B. Glasionomerzement), haben aber den klassischen Phosphatzement nicht verdrängt, der sich mit seiner einfachen und sicheren Verarbeitung und seinem guten Preis-Leistungs-Verhältnis weiterhin am Dentalmarkt behauptet. Zinkphosphatzement hat nur eine geringe Biegebruchfestigkeit und er klebt nicht auf dem Dentin (es ist ein Zement und kein Kleber).
Zinkphosphatzement hat eine hohe Druckfestigkeit, eine geringe Filmdicke, eine minimale Abbindeschrumpfung und ist bioverträglich. Im Vergleich zu anderen Befestigungsmaterialien wie Glasionomerzement oder Kompositen ist Zinkphosphatzement weniger feuchtigkeitsempfindlich. Die beim Einzementieren von dentalen Restaurationen entstehenden Überschüsse lassen sich einfach entfernen.
Zinkphosphatzement hat eine hohe Klebefähigkeit am Zahn, am Metall, oder auch an Zirconiumoxid.
Trotz der starken Säure schädigt der Zinkphosphatzement das Zahnmark (bzw. den Zahnnerv) während der Abbindephase nicht. Er wird darum zum Schutz der Pulpa unter Kompositfüllungen als Unterfüllung verwendet.
Bekannte Dentalmarken in Deutschland für Zinkphosphatzement sind Harvard-Zement und Hoffmann’s Cement. Otto Hoffmann hat diesen Zement 1892 erfunden und sich patentieren lassen. Bis zum Anfang des Ersten Weltkrieges hatte er mit seinem Zement eine weltweite Monopolstellung.

## Herstellung
Das rote Zinkoxid wird mit Flussmittel zu einem festen Klinker gebrannt, dann zu Pulver gerieben und an der Luft oxidiert (geröstet). Dem dann weißen Pulver werden Metalloxide (Eisen- und Manganoxid) beigemischt, um eine Zahnfarbe zu erreichen. Die Phosphorsäure wird aus Kalziumphosphat-haltigen Mineralien mittels Schwefelsäure gewonnen.

## Geschichte
Zunächst als Füllungsmaterial gedacht, entwickelten die Dresdner Sylvestre Augustin Rostaing de Rostagni (1794–1866) und sein Sohn Charles Augustin Rostaing (* 1831) den Zinkphosphatzement, den sie 1858 auf den Markt brachten und der schließlich zur Befestigung von Kronen, Brücken und Inlays verwendet wurde. Nachdem Sylvestre Augustin Rostaing seine Rezeptur nicht weitergegeben hatte, machte sich der Chemiker, Erfinder und Unternehmer Carl Franz Otto Hoffmann daran, das Dentinagene nachzubilden. Die Mischung Dentinagene wurde ab 1892 durch die Berliner Firma Richter & Hoffmann Harvard Dental Manuf. Co. als Harvard Cement vermarktet. Seit einer Trennung der beiden Eigentümerfamilien und markenrechtlichen Auseinandersetzungen (2004 – ca. 2009) gibt es zwei Folgeprodukte. Den Harvard Cement gibt es als Original Marke. Die originale Rezeptur des Erfinders wird seit 2005 als Hoffmann’s Phosphatzement vermarktet.